# Hill Ridware
Hill Ridware est un village anglais du district de Lichfield et situé dans le Staffordshire. On compte 857 habitants au recensement de 2011.